# Вибухова хвиля
Вибухо́ва хви́ля — збурення особливого роду, що виникає в навколишньому середовищі під час вибуху заряду ВР, пилу або газу, якому притаманне різке стрибкоподібне підвищення тиску й котре супроводжується стиском, нагріванням та зміною швидкості руху речовини. Поблизу осередку вибуху вибухова хвиля поширюється зі стрімкістю, що перевищує швидкість звуку в даному середовищі (ударна хвиля).
Природа збурень у вибуховій хвилі, суттєво відрізняється для газового, водного та твердого середовища. У газовому та рідинному середовищах, передній фронт вибухової хвилі — це вузька зона, в якій параметри руху змінюються стрибкоподібно, з віддаленням від епіцентру вибуху спостерігається зменшення властивих значень показників вибухової хвилі. У твердому середовищі стрибкоподібний передній фронт існує тільки на невеликих відстанях від джерела вибуху. У разі неоднорідного середовища, процес утворення і поширення вибухової хвилі суттєво ускладнюється.
Для визначення параметрів вибухової хвилі на відносно великих відстанях від джерела, за наявності відкритої поверхні де вибухову хвилю можна розглядати як «сейсмічну» хвилю, застосовують емпіричні залежності.